# ロソヤ川

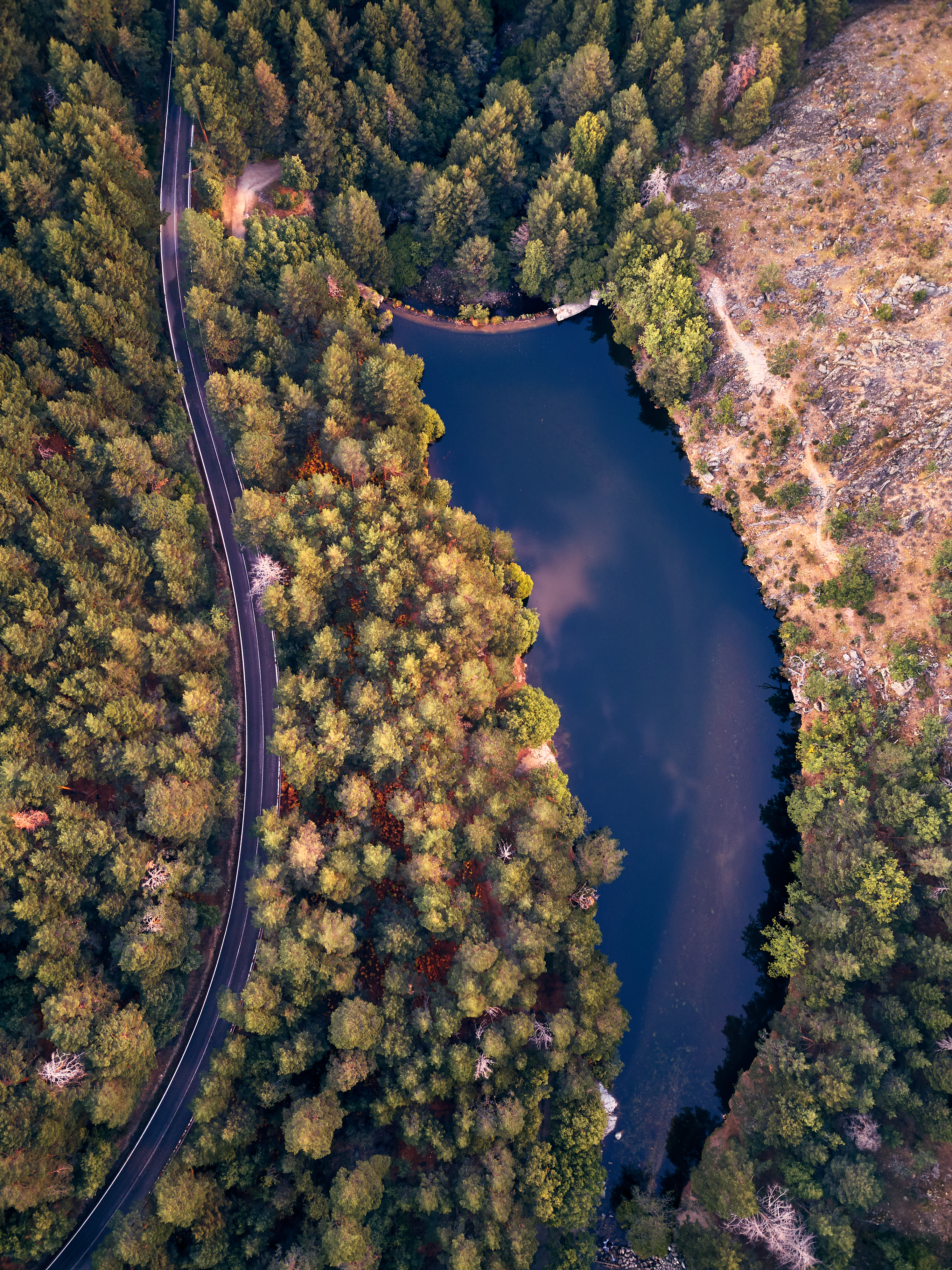
プラディージョ貯水池

ロソヤ川（ロソヤがわ、スペイン語: Río Lozoya）は、スペイン中央部を流れる河川。

## 地理
セントラル山系（グアダラマ山脈）の高山に源を発し、急峻な岩場を下り、イベリア半島で最も長いタホ川のその主要支流であるハラマ川に合流する。カスティーリャ＝ラ・マンチャ州グアダラハラ県とマドリード州を流域とする。
上流部はマンサナーレス川とグアダラマ川の上流部と共にユネスコの生物圏保護区に指定されている。

## 利水
ロソヤ川の流域には、マドリード都市圏が使用する水のおよそ50パーセントを供給するいくつかのダムと貯水池が建設されている。河川の長さの50パーセントは、貯水池によって占められている。それによる影響から、林業と農業などの分野に使用できる水の量は限られている。ロソヤ川に対する工事の影響はとても大きいため、欧州総合プロジェクトに基づく「人為的改変の大きな水域（HMWB）」に区分されている。